# Vieux chênes des Imbards
Vieux chênes des Imbards este o arie protejată (sit de importanță comunitară — SCI) din Franța întinsă pe o suprafață de 33,09 ha, integral pe uscat.

## Localizare
Centrul sitului Vieux chênes des Imbards este situat la coordonatele 44°51′00″N 1°38′17″E / 44.85°N 1.63806°E.

## Înființare
Situl Vieux chênes des Imbards a fost declarat arie specială de conservare în baza directivei 92/43 din 1992 referitoare la conservarea habitatelor naturale și a faunei și florei sălbatice pentru a proteja 3 specii de animale.

## Biodiversitate
Situată în ecoregiunea atlantică, aria protejată conține 1 habitat natural: Pajiști uscate seminaturale și facies de acoperire cu tufișuri pe substraturi calcaroase (Festuco-Brometalia) (* situri importante pentru orhidee).
La baza desemnării sitului se află mai multe specii protejate de  nevertebrate (3): croitorul mare al stejarului (Cerambyx cerdo), Limoniscus violaceus, rădașcă (Lucanus cervus).
Pe lângă speciile protejate, pe teritoriul sitului au mai fost identificate 15 specii de nevertebrate.